# Babilla, Idlib
Babilla, Idlib (tiếng Ả Rập: بابيلا) là một ngôi làng Syria nằm ở Maarrat al-Nu'man Nahiyah ở huyện Maarrat al-Nu'man, Idlib. Theo Cục Thống kê Trung ương Syria (CBS), Babilla, Idlib có dân số 2536 trong cuộc điều tra dân số năm 2004.